# Bulbinella
Bulbinella ist eine Pflanzengattung innerhalb der Familie der Grasbaumgewächse (Xanthorrhoeaceae). Die etwa 24 Arten kommen nur auf der Südhalbkugel in einem disjunkten Areal vor: etwa 18 Arten sind in Südafrika und etwa sechs Arten in Neuseeland beheimatet.

## Beschreibung und Ökologie

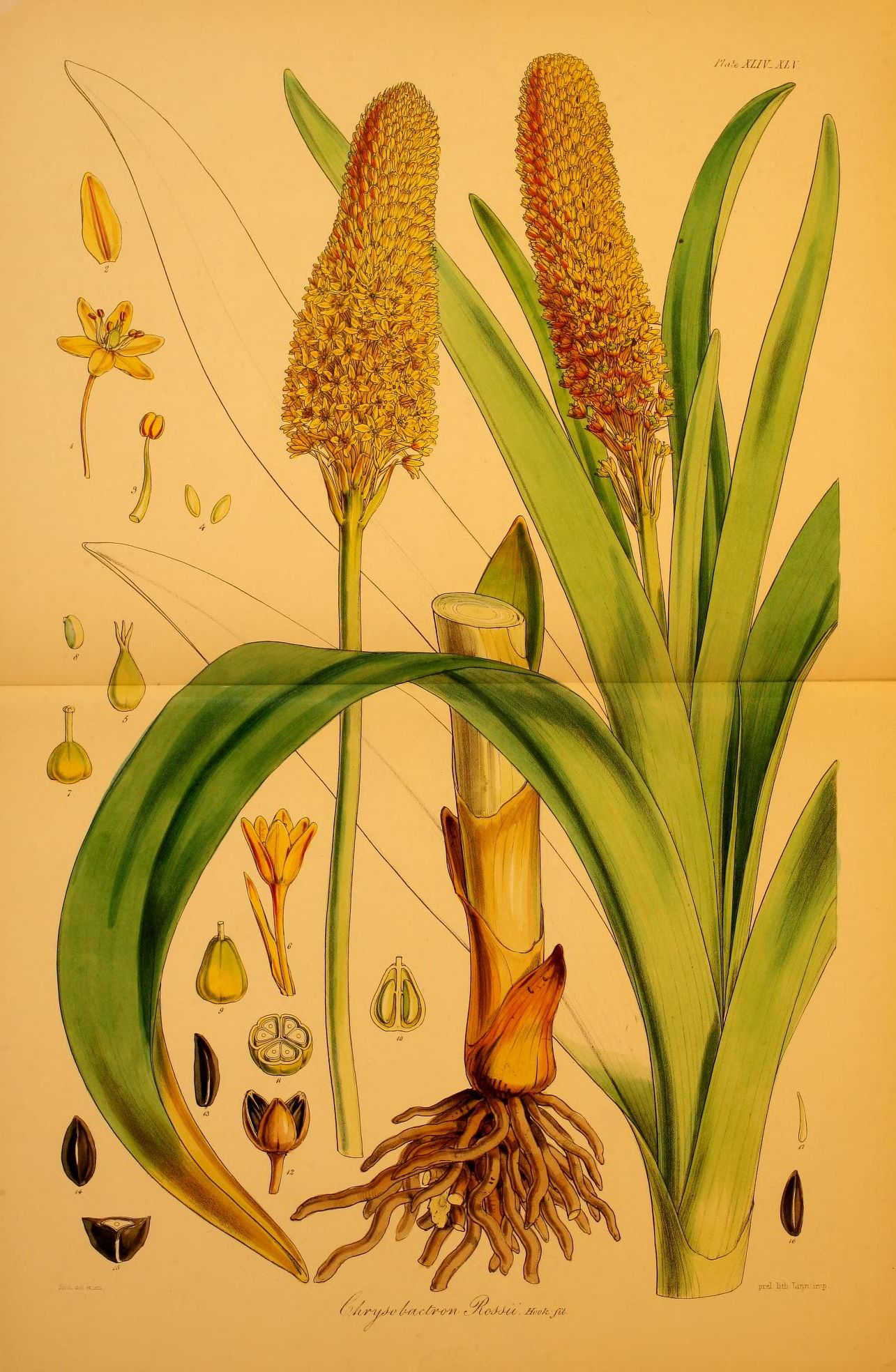
Illustration von Bulbinella rossii in Hooker’s Flora Antarctica, 1844

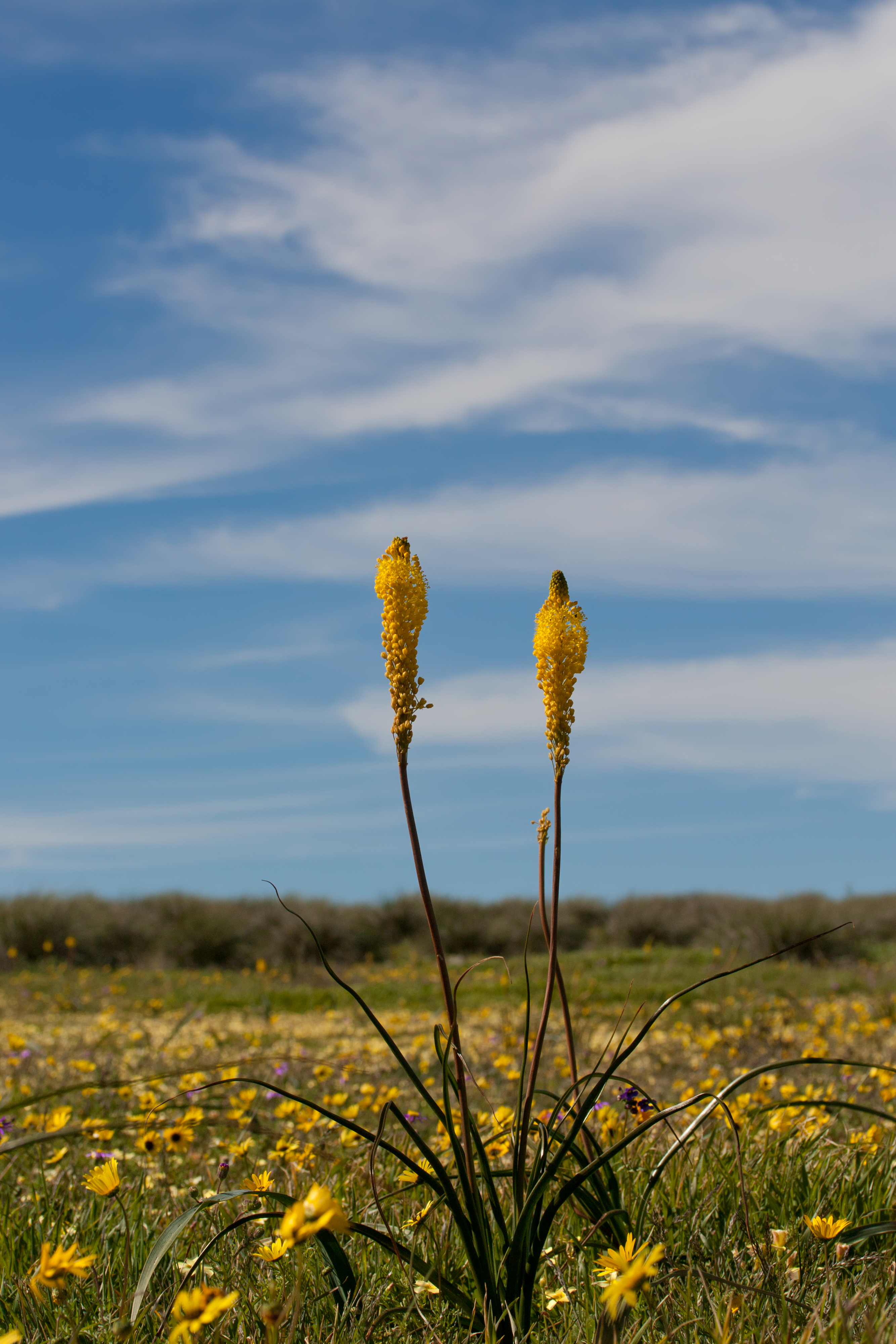
Habitus und Blütenstand von Bulbinella elegans im Habitat

### Erscheinungsbild und Laubblätter
Die Bulbinella-Arten wachsen als ausdauernde, krautige Pflanzen, die je nach Art Wuchshöhen von 35 bis 100 Zentimetern erreichen. Als Überdauerungsorgane bilden sie unterirdische, kompakte Rhizome, die von kleinen, schuppenartigen, häutigen Niederblättern und oft von faserigen Resten der Blattbasis umgeben sind. Sie stehen einzeln oder bilden Horste. Die Wurzeln sind etwas fleischig.
Es handelt sich um Geophyten, bei denen während Trockenzeit die Blätter vertrocknen und frische Blätter in der Regenzeit wieder austreiben, die oft auch während der Blütezeit vorhanden sind. Die südafrikanischen Bulbinella-Arten sind im Winter grün. In grundständigen Rosetten sind wenige bis mehrere Laubblätter sind spiralig angeordnet. Die etwas fleischigen, einfachen Blattspreiten sind im Querschnitt rund oder dreieckig und riemenförmig sowie gekielt. Die Blattränder sind glatt oder winzig gezähnt. Es liegt Parallelnervigkeit vor.

### Blütenstände, Blüten und Bestäubung
Es ist ein unbeblätterter, kurzer bis langer Blütenstandsschaft vorhanden. Die Blüten stehen in mehr oder weniger dichten, unverzweigten, traubigen Blütenständen zusammen. Es sind kleine, papierartige Tragblätter vorhanden. Die dünnen Blütenstiele sind meist lang, selten reduziert.
Die selten duftenden, wenn dann muffig riechenden, zwittrigen Blüten sind radiärsymmetrisch und dreizählig. Die meist sechs gleichgeformten Blütenhüllblätter sind frei oder nur an ihrer Basis verwachsen und stern- oder becherförmig angeordnet. Die Farbe der attraktiven Blütenhüllblätter ist weiß bis cremefarben oder gelb bis orangefarben. Es sind zwei Kreise mit je drei gleichen Staubblättern vorhanden. Die kahlen Staubfäden sind unterhalb des Fruchtknotens inseriert und mit der Basis der Blütenhüllblätter verwachsen. Drei Fruchtblätter sind zu einem eiförmigen, dreikammerigen, oberständigen Fruchtknoten verwachsen. Jede Fruchtknotenkammer enthält nur zwei Samenanlagen. Der Griffel ist schlank.
Die Blütezeit liegt bei den meisten südafrikanischen Arten im späten Winter, Frühling und Sommer, also zwischen Juni und Januar, aber blühen in der trockeneren Jahreszeit zwischen Dezember und Juni. Die neuseeländischen Arten blühen meist im Sommer zwischen November und Januar. Die Bestäubung erfolgt durch Insekten, besonders Honig-Bienen. Als Ausnahme innerhalb der Asphodeloideae erfolgt bei Bulbine und Bulbinella keine Nektarproduktion und Pollen ist die einzige Belohnung für die Bestäuber. Käfer wurden an manchen Arten, beispielsweise Bulbinella eburniflora, beobachtet, sie spielen vielleicht auch eine Rolle bei Bestäubung.

### Früchte und Samen
Die kugeligen bis eiförmigen Kapselfrüchte enthalten in jedem Fruchtfach nur ein oder zwei Samen. Die abgeflacht eiförmigen und schildförmigen Samen besitzen eine schwarze Samenschale und einen am Rand liegenden Flügel.

### Chromosomenzahl
Die Chromosomengrundzahl beträgt x = 7.

## Vorkommen
Die Gattung Bulbinella besitzt nur auf der Südhalbkugel ein disjunktes Areal. Etwa 18 Arten sind Elemente der Capensis, sie kommen in Südafrika (Nordkap, Westkap und Ostkap) vor. Etwa sechs Arten sind auf der Nord- sowie Südinsel von Neuseeland beheimatet.
Die meisten Arten gedeihen in Winterregengebieten in Südafrika, meist an feuchten und kühlen Standorten.
Einige Bulbinella-Arten stehen in der „Red List of South African Plants“ = „Rote Liste der südafrikanischen Pflanzen“.

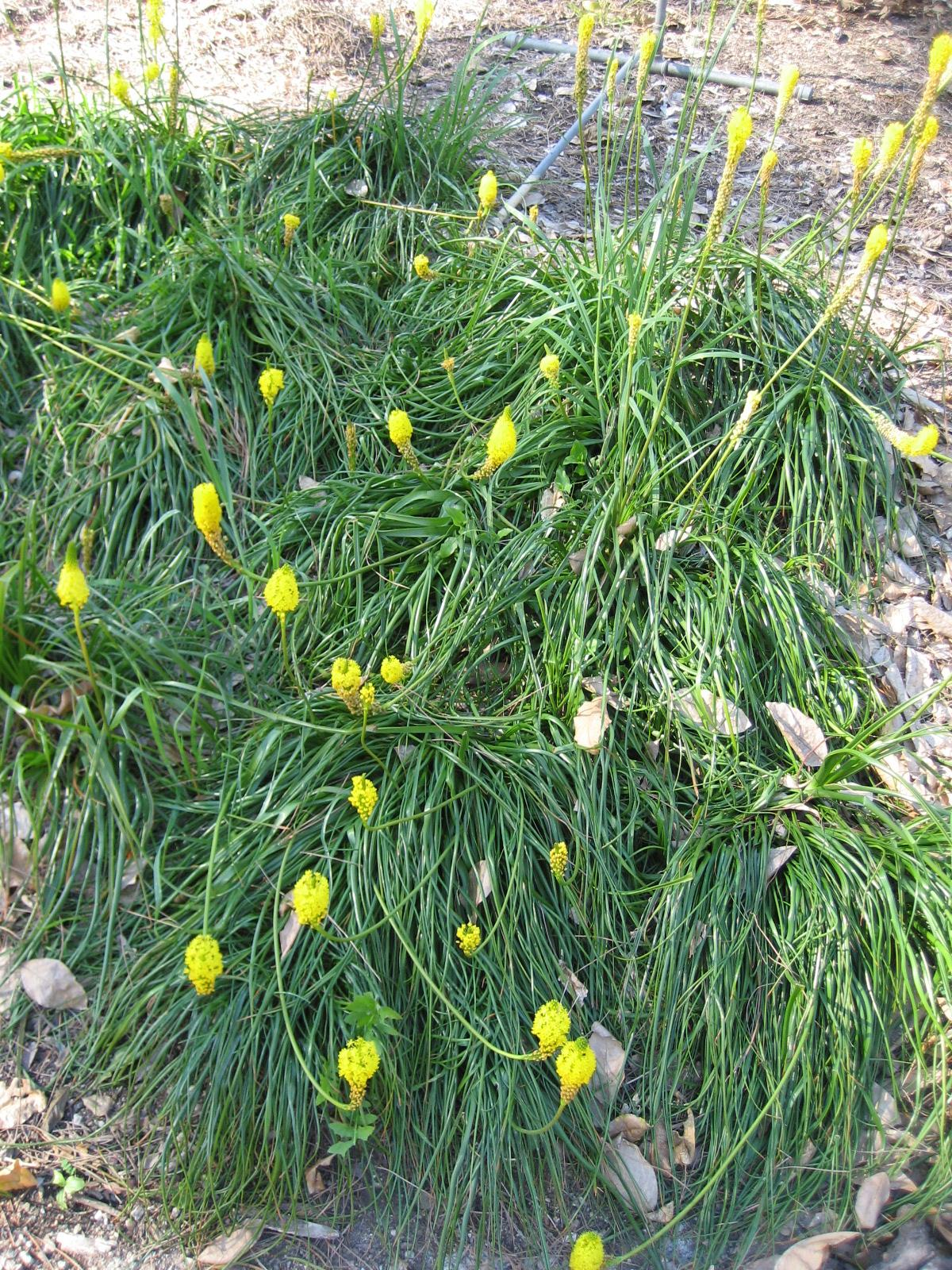
Habitus und Blütenstände von Bulbinella nutans var. nutans.

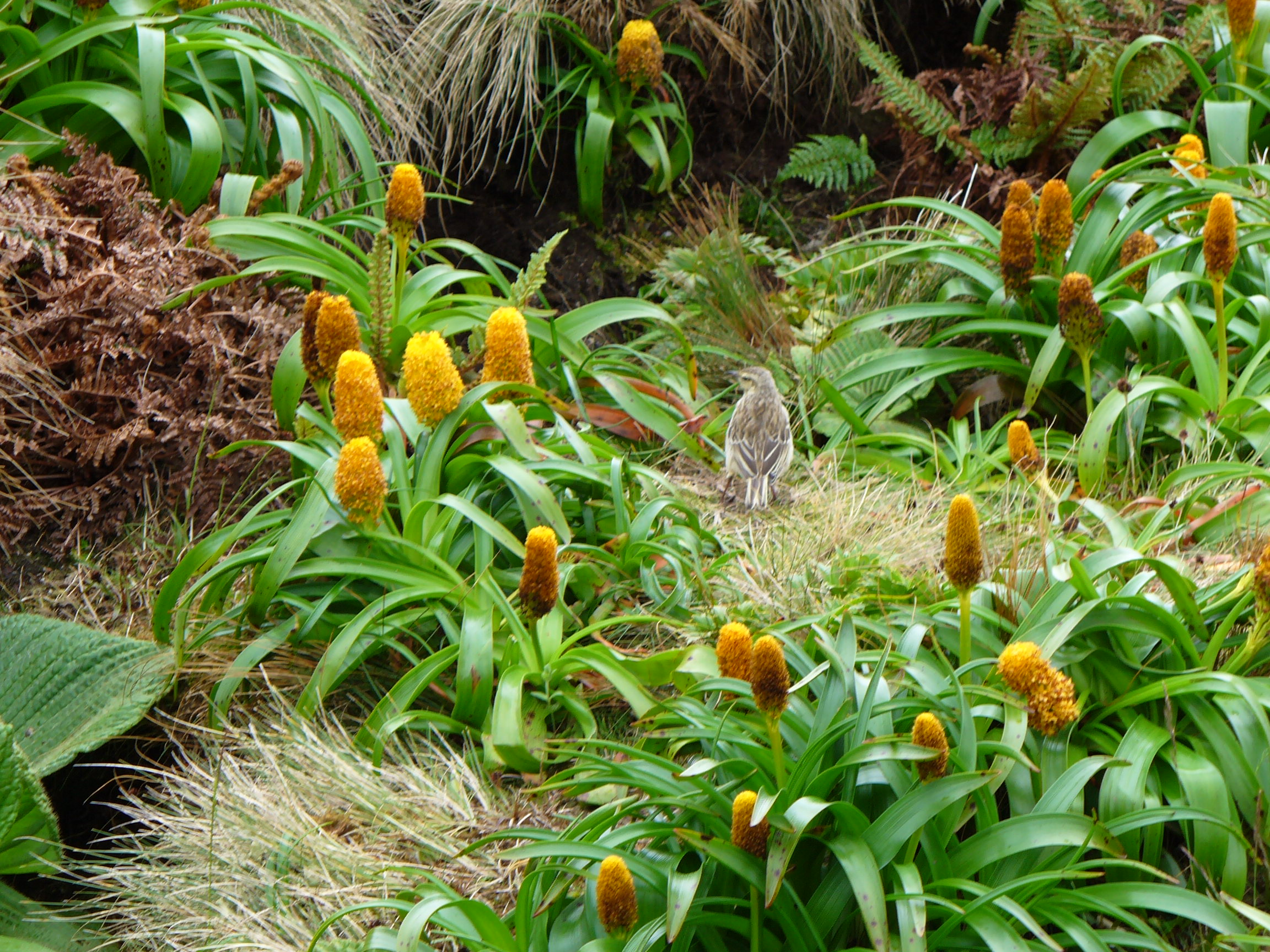
Habitus und Blütenstände von Bulbinella rossii am Naturstandort.

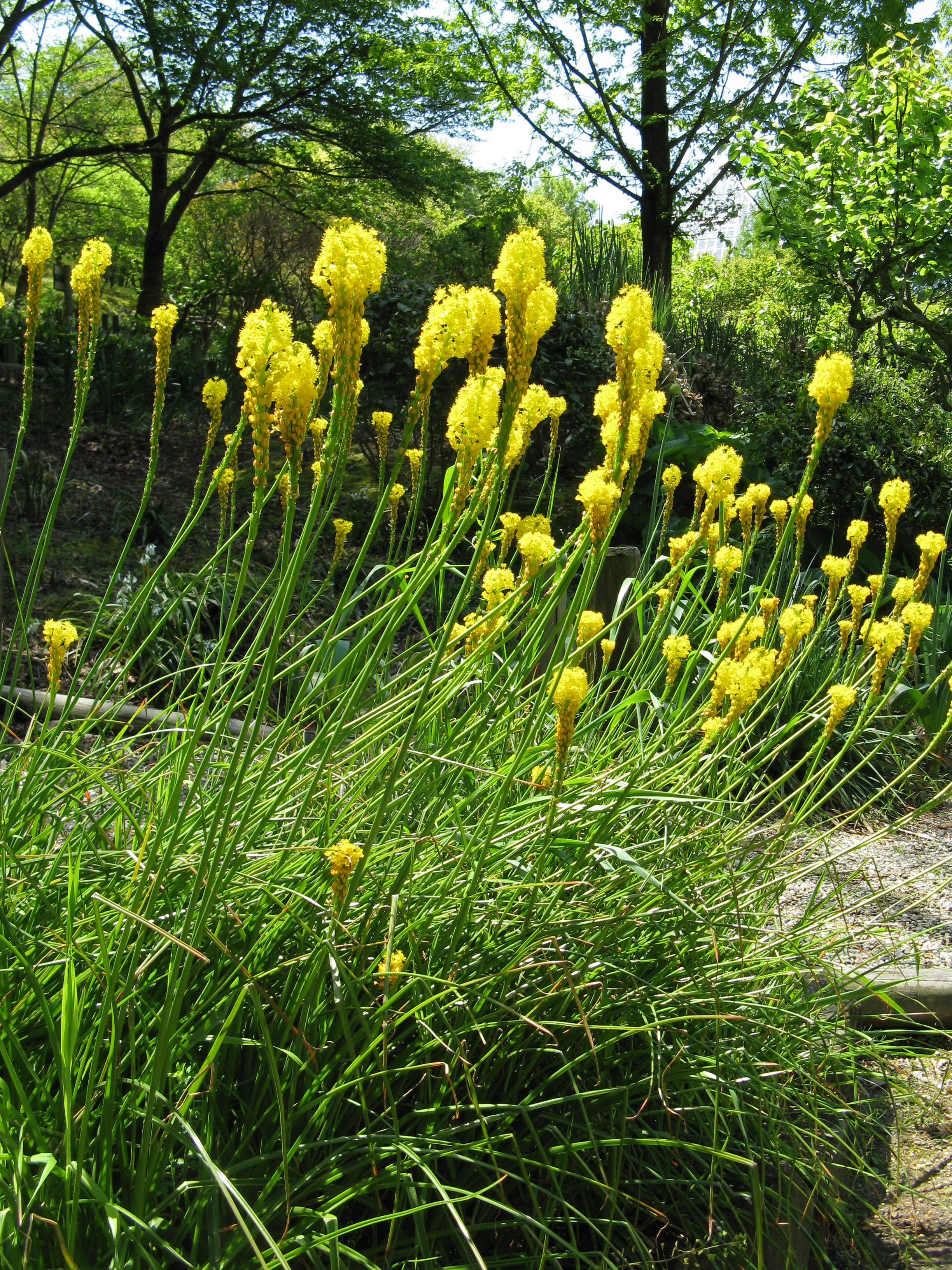
Habitus und Blütenstände von Bulbinella triquetra.

## Systematik
Die Gattung Bulbinella wurde 1843 durch Karl Sigismund Kunth in Enumeratio Plantarum Omnium Hucusque Cognitarum, 4, S. 569 aufgestellt. Als Lectotypusart wurde 1951 Bulbinella triquetra (L.f.) Kunth durch Edwin Percy Phillips in The Genera of South African Flowering Plants, 2. Auflage, S. 183 festgelegt. Der Gattungsname Bulbinella bezieht sich auf die Ähnlichkeit zur Gattung Bulbine, von der sie sich hauptsächlich durch die kahlen Staubfäden statt der behaarten bei Bulbine unterscheidet. Vor den Studien von Kunth waren, diese Arten ein Teil der polymorphen Gattung Anthericum. Ein Synonym für Bulbinella Kunth ist Chrysobactron Hook. f..
Die Gattung Bulbinella gehört zur Unterfamilie Asphodeloideae innerhalb der Familie der Xanthorrhoeaceae. Früher wurde sie auch in die Familie der Liliaceae eingeordnet.
Es gibt etwa 24 Bulbinella-Arten:
- Bulbinella angustifolia (Cockayne & Laing) L.B.Moore: Sie ist auf der Südinsel von Neuseeland beheimatet.[6]
- Bulbinella barkerae P.L.Perry: Sie kommt im Westkap vor. Die Bestände gelten als stabil. Sie wird als „least concern“ = „nicht gefährdet“ eingestuft.[3]
- Bulbinella calcicola J.C.Manning & Goldblatt: Diese seltene und 2010 erstbeschriebene Art kommt nur in einer seltenen Vegetationsformation auf Kalkfelsen in der Saldanha Bay auf der Vredenburghalbinsel im Westkap vor. Es gibt nur 400 Exemplare an nur einem Fundort. Sie ist gefährdet beispielsweise durch Bergbau, durch den bereits 90 % des Bestandes verloren ging. Sie wird als „Critically Endangered“ = „vom Aussterben bedroht“ eingestuft.[3]
- Bulbinella cauda-felis (L. f.) T.Durand & Schinz: Sie kommt im Westkap und Nordkap vor. Die Bestände gelten als stabil. Sie wird als „least concern“ = „nicht gefährdet“ eingestuft.[3]
- Bulbinella chartacea P.L.Perry: Sie kommt im Westkap vor. Die Bestände gelten als stabil. Sie wird als „least concern“ = „nicht gefährdet“ eingestuft.[3]
- Bulbinella ciliolata Kunth: Sie kommt im Nordkap vor. Die Bestände gelten als stabil. Sie wird als „least concern“ = „nicht gefährdet“ eingestuft.[3]
- Bulbinella divaginata P.L.Perry: Sie kommt im West- und Nordkap vor. Die Bestände gelten als stabil. Sie wird als „least concern“ = „nicht gefährdet“ eingestuft.[3]
- Bulbinella eburniflora P.L.Perry: Dieser Endemit kommt nur im Bokkeveld Escarpment im Nordkap vor. Der Habitatverlust durch Weidewirtschaft seit 1940 beträgt über 80 %. Die Pflanzen sind sehr empfindlich auf Störungen durch Weidetiere. Es gibt nur kleine, voneinander isolierte Standorte. Auch der Klimawandel scheint die Bestände zu beeinträchtigen. Sie gedeiht im Renosterveld auf Lehmböden in Ebenen Tillit-Schiefer. Sie wird als „vulnerable“ = „gefährdet“ eingestuft.[3]
- Bulbinella elata P.L.Perry: Sie kommt im West- und Nordkap vor. Die Bestände gelten als stabil. Sie wird als „least concern“ = „nicht gefährdet“ eingestuft.[3]
- Bulbinella elegans Schltr. ex P.L.Perry: Sie kommt im West- und Nordkap vor. Die Bestände gelten als stabil. Sie wird als „least concern“ = „nicht gefährdet“ eingestuft.[3]
- Bulbinella gibbii Cockayne: Es gibt zwei Varietäten:[6]
  - Bulbinella gibbsii var. balasifera L.B.Moore: Sie ist auf der Nord- und Südinsel Neuseelands verbreitet.[6]
  - Bulbinella gibbsii Cockayne var. gibbsii: Sie kommt nur auf Stewart Island vor.[6]
- Bulbinella gracilis Kunth: Sie kommt im West- und Nordkap vor. Die Bestände gelten als stabil. Sie wird als „least concern“ = „nicht gefährdet“ eingestuft.[3]
- Bulbinella graminifolia P.L.Perry: Sie kommt im West- und Nordkap vor. Die Bestände gelten als stabil. Sie wird als „least concern“ = „nicht gefährdet“ eingestuft.[3]
- Bulbinella hookeri (Colenso ex Hook.) Cheeseman: Sie ist in Neuseeland beheimatet.[6]
- Bulbinella latifolia Kunth: Es gibt vier Unterarten:[3]
  - Bulbinella latifolia subsp. denticulata P.L.Perry: Sie kommt im Westkap vor. Die Bestände gelten als stabil. Sie wird als „least concern“ = „nicht gefährdet“ eingestuft.[3]
  - Bulbinella latifolia subsp. doleritica (P.L.Perry) P.L.Perry: Dieser Endemit kommt nur im Bokkeveld Escarpment im Nordkap vor. Dieser Habitatspezialist ist nur von sieben Standorten bekannt. Die Bestände nehmen fortlaufend ab. Sie wird als „vulnerable“ = „gefährdet“ eingestuft.
  - Bulbinella latifolia Kunth subsp. latifolia: Sie kommt im Nordkap vor. Die Bestände gelten als stabil. Sie wird als „least concern“ = „nicht gefährdet“ eingestuft.[3]
  - Bulbinella latifolia Kunth subsp. toximontana P.L.Perry: Sie gedeiht im Fynbos in Gifberg und den Matsikamma-Bergen im Westkap. Die Bestände gelten als stabil. Sie wird als „vulnerable“ = „gefährdet“ eingestuft.
- Bulbinella modesta L.B.Moore: Sie ist auf der Südinsel von Neuseeland beheimatet.[6]
- Bulbinella nana P.L.Perry: Dieser Endemit ist nur von zwei Fundorten im nördlichen Namaqualand, Steinkopf und Springbok im Nordkap bekannt. Sie gedeiht im Sukkulenten-Karoo im Namaqualand-Klipkoppe-Buschland auf Böden über Granit. Die Bestände sind potentiell durch Überweidung gefährdet, gelten aber als stabil. Sie wird als „vulnerable“ = „gefährdet“ eingestuft.[3]
- Bulbinella nutans (Thunb.) T.Durand & Schinz: Die zwei Unterarten werden als „least concern“ = „nicht gefährdet“ eingestuft:[3]
  - Bulbinella nutans (Thunb.) T.Durand & Schinz subsp. nutans: Sie kommt im West- und Nordkap vor. Die Bestände gelten als stabil.[3]
  - Bulbinella nutans subsp. turfosicola (P.L.Perry) P.L.Perry: Sie kommt im West- und Nordkap vor. Die Bestände gelten als stabil.[3]
- Bulbinella potbergensis P.L.Perry: Von diesem Endemiten sind nur zwei Fundorte auf der Nordseite der Potberg-Kette im Westkap bekannt. Die Bestände sind durch Landwirtschaft, Habitatdegradierung und invasive Pflanzenarten gefährdet. Sie gedeiht im Fynbos und die Bestände nehmen fortlaufend ab. Sie wird als „Critically Endangered“ = „vom Aussterben bedroht“ eingestuft.[3]
- Bulbinella punctulata Zahlbr.: Sie kommt im Westkap vor. Die Bestände gelten als stabil. Sie wird als „least concern“ = „nicht gefährdet“ eingestuft.[3]
- Bulbinella rossii (Hook. f.) Cheeseman: Sie kommt auf den Auckland-Inseln und Campbell Island vor.
- Bulbinella talbotii L.B.Moore: Dieser Endemit kommt nur in Gouland Downs auf der Südinsel von Neuseeland vor.[6]
- Bulbinella trinervis (Baker) P.L.Perry: Sie kommt im Ostkap und Nordkap vor. Die Bestände gelten als stabil. Sie wird als „least concern“ = „nicht gefährdet“ eingestuft.[3]
- Bulbinella triquetra (L. f.) Kunth: Sie kommt im West- und Nordkap vor. Die Bestände gelten als stabil. Sie wird als „least concern“ = „nicht gefährdet“ eingestuft.[3]

## Nutzung
Eigentlich nur die neuseeländischen Bulbinella-Arten, besonders Bulbinella hookeri und Bulbinella rossii werden als Zierpflanzen verwendet.

## Ergänzende Literatur
- Pauline L. Perry: Systematic Studies in the Genus Bulbinella Kunth (Asphodelaceae), University of Cape Town, 1987.
- Pauline L. Perry: A synoptic review of the genus Bulbinella (Asphodelaceae) in South Africa, In: South African Journal of Botany, Volume 53, 1987, S. 431–444.
- Pauline L. Perry: Bulbinella in South Africa, National Botanical Institute, 1999, ISBN 978-1-919795-46-1.